# .ch (Tageszeitung)
.ch (sprich: Punkt CH) war eine Schweizer Gratis-Pendlerzeitung. Die Zeitung im Tabloidformat erschien von Montag bis Freitag jeweils morgens und war damit eine Konkurrenz der ebenfalls am Morgen erscheinenden Gratiszeitungen 20 Minuten und News. Chefredaktor war Rolf Leeb. .ch erschien ab dem 19. September 2007 bis 4. Mai 2009 in den Städten und Agglomerationen Basel, Bern, Luzern, St. Gallen und Zürich. Die Erstauflage lag bei 435'000 Exemplaren und wies 44 Seiten (davon 14 Werbung) auf.

## Distribution
Im Gegensatz zu bestehenden Gratiszeitungen in der Schweiz sollte die Distribution von .ch ursprünglich nicht in erster Linie über Verteilboxen an Bahnhöfen erfolgen, sondern wie bei herkömmlichen abonnierten Tageszeitungen per Hauszustellung. Die Zeitung wurde dabei auf eigens dafür hergestellten Ständern im Eingangsbereich der bedienten Häuser aufgelegt. Damit wurde versucht, die Leserschaft früher als die Konkurrenzzeitung 20 Minuten zu erreichen, die in erster Linie an Bahnhöfen zu finden ist. Darin lag die Besonderheit von .ch, das im Schweizer Medienmarkt entsprechend für Aufregung sorgte und dazu führte, dass die Tamedia die Auflage von 20 Minuten während der Markteinführung von .ch erhöhte und eine weitere Gratiszeitung, News, zur Verdrängung von .ch auf den Markt brachte.
Kritiker bezweifelten, dass die Hauszustellung funktionieren würde. Sie verwiesen auf den möglichen Widerstand der Hausbesitzer und die Gefahr, dass .ch als Altpapier die Hauseingänge verschmutzt. Verschiedene Hauseigentümer zerstörten die eigenmächtig auf ihrem Grundstück deponierten Ständer. .ch stellte danach auf die Zustellung der Zeitung in die Briefkästen um, zog aber auch damit den Groll vieler Hauseigentümer auf sich. Ende Oktober 2008 stellte .ch die Hauszustellung ein und erschien in einem neuen, farbigeren Gewand. Die Zeitung wurde fortan wie die Konkurrenzprodukte vorwiegend an Bahnhöfen und anderen häufig frequentierten Orten verteilt.
.ch hatte zu Beginn jedoch auch Probleme mit den auf öffentlichem Grund aufgestellten Ständern. In Winterthur räumte die Gewerbepolizei Ständer weg, die ohne Bewilligung auf öffentlichem Grund standen.
Im Mai 2009 stellte die Zeitung den Betrieb ein, die letzte Ausgabe erschien am 4. Mai 2009.

## Verlag
.ch wurde zu Beginn von der PR-Agentur «Media Punkt AG» (früher «Ziecour Hazu AG») von Sacha Wigdorovits, der schon am Aufbau von 20 Minuten beteiligt war, herausgegeben. An ihrem auf 10 Mio. CHF aufgestockten Aktienkapital waren laut dieMedien.at der deutsche Verleger Georg-Dieter von Holtzbrinck (20,5 %), der Medienunternehmer Michael Grabner (langjähriger Vorstand und weiterhin Berater/Sanierer bei Holtzbrinck, oe24.at, Raiffeisen-Medienbeauftragter, 2,5 %), die österreichische Verlegerfamilie Moser (Moser Holding, Tiroler Tageszeitung, Life Radio, 15,5 %) und Eugen Russ («Vorarlberger Medienhaus», heute: «russmedia», 15,5 %) sowie die Schweizer Andreas Rihs (Gründer der Phonak, 10 %), Ancillo Canepa (Präsident des FC Zürich, 10 %) und bis zum Scheitern der Hauszustellung im Oktober 2008 Sacha Widgorovits (10 %) beteiligt. Im Oktober 2008 wurde das Aktienkapital auf 18 Mio. CHF erhöht. Im Februar 2009 wurde die Gesellschaft aufgelöst und ging in Konkurs. Zu diesem Zeitpunkt war Ernst Buob Präsident des Verwaltungsrates, weitere Mitglieder waren ausser den Investoren Rihs, Russ und Grabner auch der Chefredaktor Rolf Leeb, die Geschäftsführerin und frühere Verlagsleiterin der SonntagsZeitung Caroline Thoma sowie Josef Follpracht.
Zur Weiterführung von .ch stockten die gleichen Investoren die Firma des Verwaltungsratspräsidenten Buob, «Ronim AG», auf 5 Mio. CHF auf und benannten sie in «Punkt ch AG» um. Mitglieder des Verwaltungsrates waren die gleichen wie in der Media Punkt AG, Präsident ebenfalls Ernst Buob. Auch diese Firma geriet mit dem Scheitern von .ch in Konkurs und wurde am 18. Juni 2009 liquidiert.
Ende August 2009 erwarb Moneycab sämtliche Markenrechte, um unter dem Brand .ch bzw. i.punkt.ch ein neues Online-Medienangebot zu erstellen, das stark auf die veränderte Mediennutzung durch das Internet ausgerichtet werden sollte. Das Vorhaben wurde jedoch nicht realisiert.